# Bedrana Ribo

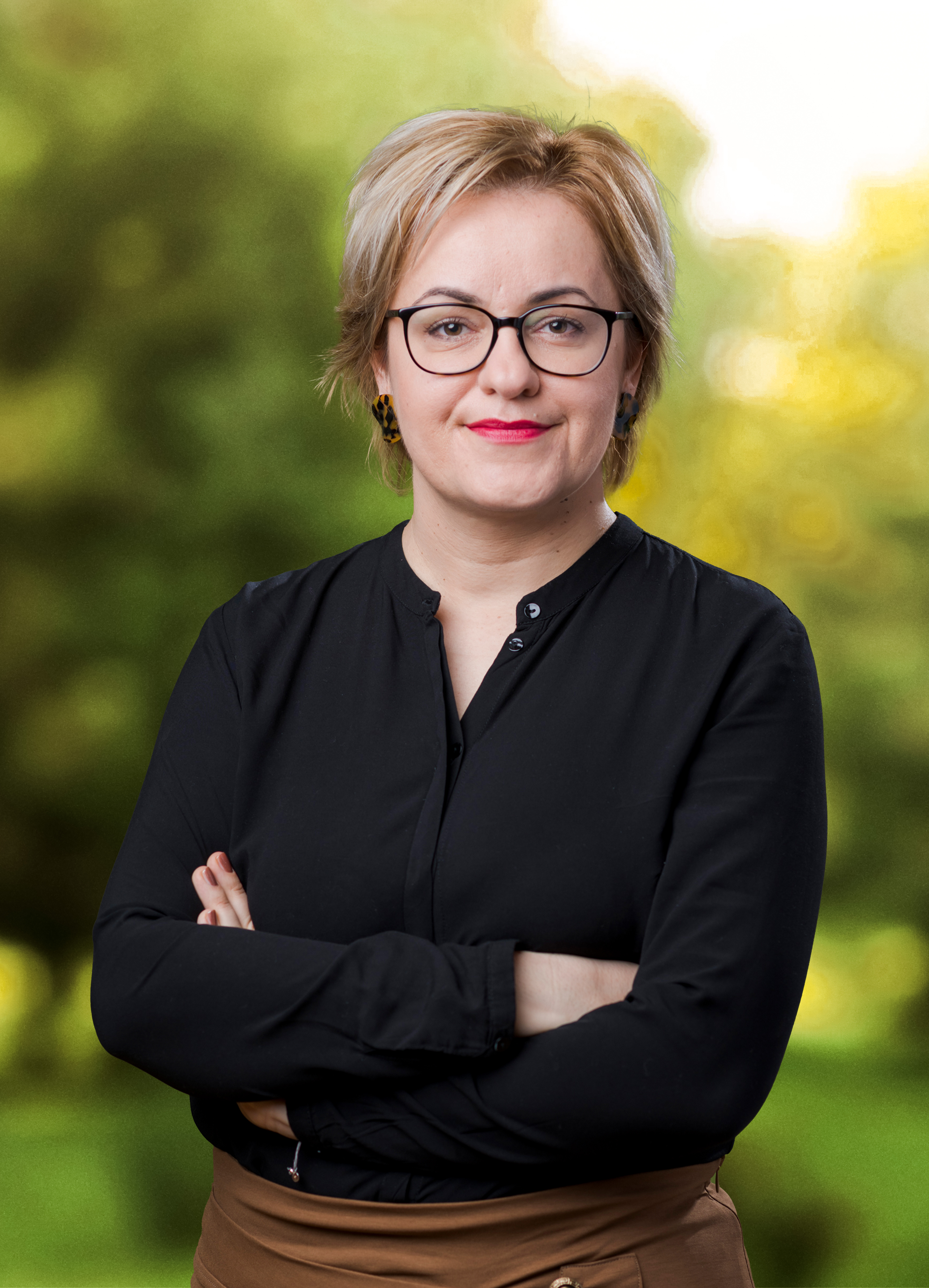
Bedrana Ribo (2024)

Bedrana Ribo (* 25. November 1981 in Travnik, Bosnien und Herzegowina) ist eine österreichische Politikerin der Grünen. Vom 23. Oktober 2019 bis zum 23. Oktober 2024 war sie Abgeordnete zum Nationalrat.

## Leben

### Ausbildung und Beruf
Bedrana Ribo besuchte die Volksschule in ihrer Geburtsstadt Travnik in Bosnien und Herzegowina. 1992 kam sie nach Österreich. Nach der Hauptschule in Graz absolvierte sie die Handelsakademie Monsbergergasse, wo sie 2003 maturierte. Anschließend begann sie ein Studium der Betriebswirtschaft an der Karl-Franzens-Universität Graz, das sie 2011 als Bachelor of Science abschloss. Ein nachfolgendes Masterstudium Global Studies beendete sie 2015 als Master of Arts.
Von 2008 bis 2010 war sie Angestellte in einem Architekturbüro, anschließend 2011 bei einer Hausverwaltung und ab 2011 beim VertretungsNetz Erwachsenenvertretung. Sie ist verheiratet und Mutter zweier Kinder.

### Politik
Ribo war von 2012 bis 2013 Bezirksrätin im Grazer Stadtbezirk Jakomini und von 2012 bis 2015 Mitglied des Stadtparteivorstandes der Grünen Graz, ab 2013 als Finanzreferentin. 2015 wurde sie Mitglied des Gemeinderates der Stadt Graz.
Bei der Nationalratswahl 2019 kandidierte sie für die Grünen hinter dem Spitzenkandidaten Jakob Schwarz als Listenzweite im Landeswahlkreis Steiermark. Am 23. Oktober 2019 wurde sie zu Beginn der XXVII. Gesetzgebungsperiode als Abgeordnete zum österreichischen Nationalrat angelobt. Im November 2019 folgte ihr Gerald Kuhn als Gemeinderat der Grünen in Graz nach. Im Grünen Parlamentsklub wurde sie Bereichssprecherin für Senioren und Pflege. Für die Nationalratswahl 2024 wurde sie auf Platz zehn der Bundesliste der Grünen gewählt, erhielt allerdings kein Mandat und schied mit 23. Oktober 2024 aus dem Nationalrat aus.